# 大阪府部落差別事象に係る調査等の規制等に関する条例
大阪府部落差別事象に係る調査等の規制等に関する条例（おおさかふぶらくさべつじしょうにかかわるちょうさとうのきせいとうにかんするじょうれい）は、大阪府の条例。別名は身元調査規制条例や興信所条例。

## 概要
同和地区に居住していること又は居住していたことを理由に行われる結婚差別や就職差別などの差別事象を引き起こす恐れのある調査、報告などを規制することを目的としている。興信所や探偵社を届け出とし、「個人または親族の現在、過去の居住地が同和地区にあるかないかについて調査、報告しないこと」「同和地区の所在地の一覧表の提供などをしないこと」等の遵守事項を規定。大阪府知事はこの規定に違反した業者に必要な指示を出し、1箇月以内の営業停止を命じられるほか、資料の提出や立入検査も可能としている。営業停止等命令に違反した者は3箇月以下の懲役又は5万円以下の罰金を科すと規定されている。
条例の背景には大阪府における悪質な差別図書として問題となった部落地名総鑑とそれを使った興信所や探偵社の身元調査があり、部落解放同盟等が法的規制を求めていたというのがある。大阪府は1984年7月に学識経験者らで構成する大阪府同和対策審議会に諮問し、同対審は同年12月に啓発や行政指導の強化や業者の自主規制だけでは限界があり、強制力の伴う条例制定が最適と答申した。それを受けて、1985年2月の大阪府議会に提出された。条例化にあたっては、全国部落解放運動連合会大阪府連などが「法的規制は差別意識を内向化させ、かえって強固にする」「規制権限が乱発される危険がある」といった反対意見もあったが、同年3月19日に条例案が可決され、同年10月に施行された。また不動産会社や広告会社についても規制の対象とする条例改正案が2011年3月に大阪府議会で可決され、同年10月に施行された。
1996年に大阪市内の興信所が企業の社員採用に当たっての調査で同和地区出身者と報告したとして、大阪府は1997年3月21日に条例に基づき、この興信所に対して条例の順守や人権についての計画的な研修を求める指示を出した。同条例によって指示を出した初めての例である。